# Piadineria

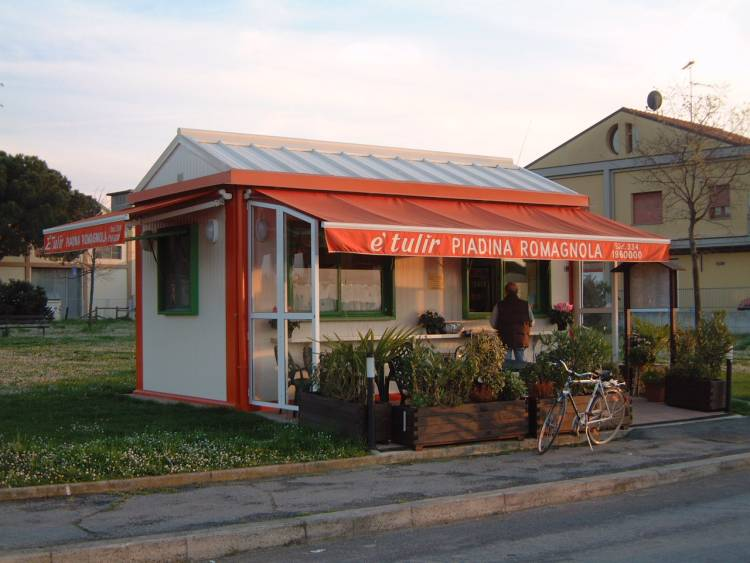
Chiosco di piadina a Macerone di Cesena.

Una piadineria è un locale commerciale adibito alla preparazione, alla vendita e alla consumazione delle piadine.

## Storia
Da secoli la piadina è una forma di pane tradizionale della Romagna. Pur tipica della cucina tradizionale contadina, la produzione casalinga della piada si è conservata anche nella seconda metà del Novecento, quando nel cucinare si è passati dal focolare alla stufa e poi ai fornelli a gas, abbandonando, come strumento di cottura, l'antico testo di terracotta per passare alla teglia metallica, in ghisa, ferro o alluminio.

## Piadinerie romagnole
È a metà degli anni Sessanta che nelle città della Romagna si comincia a cucinare e vendere la piada per strada. Col tempo nascono in tutti i centri grandi e piccoli della Romagna i caratteristici chioschi (chiamati baracchine) dove si preparano al momento e si vendono piade semplici oppure farcite con salumi o formaggio, e crescioni (piade ripiegate e chiuse su un ripieno di erbe stufate). Col tempo la stesura a matterello scompare e si passa a utilizzare piccole macchine spianatrici; le piade vengono cotte su ampie lastre di ferro poggiate su fiamme a gas. Le piadinerie passano poi ad allestire spazi riparati con tavoli e sedie per il consumo sul posto, ma non è consentito il servizio al tavolo.  
Nei diversi comuni della Romagna sono in vigore regolamenti molto dettagliati e rigidi per disciplinare le caratteristiche dei chioschi in cui si vende la piadina, non solo in termini igienico-sanitari e commerciali, ma anche, ad esempio, per quanto riguarda la forma e i colori (di solito è prescritto il bianco con righe o bordi a colori vivaci) della struttura, secondo criteri di uniformità stilistica. Ad esempio a Cesena i chioschi sono bianchi bordati di rosso con finestre gialle o verdi, a Cesenatico a righe verticali bianche e azzurre, a Cervia a righe verticali bianche e rosse, a Ravenna a righe verticali bianche e verdi, a Forlì a righe orizzontali bianche e rosse. In tutta la Romagna le piadinerie sono presenti in ogni quartiere cittadino e nelle più diverse frazioni; complessivamente se ne contano circa 500, di cui oltre 200 nella sola provincia di Ravenna.

### Fuori di Romagna
Negli ultimi anni del Novecento la piada, da sempre molto consumata e apprezzata da turisti e visitatori, progressivamente è diventata popolare anche fuori di Romagna e persino all'estero. Sono nati quindi esercizi di ristorazione che vendono piadine, ma con caratteristiche del tutto diverse dalle piadinerie romagnole.  
In questi locali, in Italia e in paesi in cui è popolare la cucina italiana, vengono generalmente preparati e venduti anche prodotti che non sono collegati alla piadina, come focacce, insalate, dolci e bevande.